# Spongia bacillaris
Spongia bacillaris är en svampdjursart som beskrevs av Carl von Linné 1767. Spongia bacillaris ingår i släktet Spongia och familjen Spongiidae.
Artens utbredningsområde är Norge. Inga underarter finns listade i Catalogue of Life.